# Манчестер Монаркс
«Манче́стер Мо́наркс» (англ. Manchester Monarchs) — профессиональный хоккейный клуб, выступающий в Американской хоккейной лиге. Базируется в городе Манчестер, штат Нью-Гэмпшир, США. Является фарм-клубом команды НХЛ «Лос-Анджелес Кингс».

## История
Свою первую игру в АХЛ «Монаркс» провели в октябре 2001 года против «Лоуэлл Лок Монстерс», проиграв со счетом 6:3. Первую свою победу команда одержала неделей позже в игре с «Норфолк Эдмиралс». С каждым сезоном команда составляла все большую конкуренцию в дивизионе. Впервые команда выиграла титул чемпиона Атлантического дивизиона в сезоне 2004—2005 гг., но в первом же раунде плей-офф уступила команде «Провиденс». 
Сезон 2006—2007 был лучшим для команды. С тренером-новичком Марком Моррисом, лидерами по очкам Мэттом Моулсоном и Ноа Кларком, а также с самым ценным игроком лиги Джейсоном ЛаБарберой команда блестяще финишировала лучшей в Атлантическом дивизионе и второй в лиге по набранным очкам. В первом раунде плей-офф команде пришлось стартовать против команды «Вустер Шаркс» без своей звезды ЛаБарберы, который закончил регулярный сезон из-за травмы. ЛаБарбера присоединился к команде во второй игре, и «Монаркс» одолели «Шаркс» в 6 играх. Во втором раунде команда сражалась с «Провиденс Брюинс», разделавшись с ними также в 6 матчах. В финале Восточной конференции «Монаркс» были повержены будущими обладателями Кубка Колдера «Херши Беарс».

## Клубные рекорды
Сезон
Голы (46) — Майкл Каммаллери (2004-05)
Передачи (63) — Майкл Каммаллери (2004-05)
Очки (109) — Майкл Каммаллери (2004-05)
Штраф (322) — Джо Рюлье (2004-05)
Коэффициент пропущенных голов (1,93) — Адам Хаусер (2004-05)

Карьера в клубе
Голы — 85 — Ноа Кларк
Передачи — 122 — Гейб Готье
Очки — 199 — Ноа Кларк
Штраф — 844 — Джо Рюлье
Вратарские победы — 84 — Мартин Джонс
Игры — 414 — Эндрю Кэмпбелл